# Fotografija
Fotografija è il secondo album in studio da solista del cantante bosniaco Dino Merlin, pubblicato nel 1995.

## Tracce
Testi e musiche di Dino Merlin eccetto dove indicato.

1. Fotografija
2. Ja potpuno trijezan umirem (Džemaludin Latić)
3. De facto Fato
4. Ne zovi me na grijeh (Latić)
5. Nemam ja onih osamnaest godina
6. Kad sve ovo bude jučer (Michael Jackson, Merlin)
7. Merjema
8. Nedaj me nikome (Marius Muller-Westernhagen, Merlin)
9. Paša moj solidni (Luca Carboni, Merlin)
10. Moja pjesma